# 7 de julio (episodio nacional)
7 de julio es la quinta novela de la segunda serie de los Episodios nacionales de Benito Pérez Galdós, escrita entre octubre-noviembre de 1876 y publicada ese mismo año. Narra el frustrado intento absolutista de golpe militar que –con el apoyo del ‘rey Felón’– provocó la sublevación de la Guardia Real perpetrada en 1822 contra el gobierno de las Cortes constitucionales del llamado Trienio Liberal (1820–1823).
En este episodio Galdós recurrió una vez más a Mesoneros Romanos, como se advierte en una carta escrita al costumbrista madrileño, fechada el 25 de octubre de 1876: «estoy en el 7 de Julio, más desorientado, más ignorante, más confuso que nunca. No pasaré, pues, del jueves o viernes sin permitirme ir a su casa para que su amena conversación de V. me sugiera alguna idea feliz».
Narrado en tercera persona, la trama sigue las peripecias folletinescas del antihéroe Salvador Monsalud, y un importante coro de personajes como Solita, su padre (el absolutista Urbano Gil de la Cuadra, que encarna el modelo ideológico que representaron antes Baraona, en La segunda casaca, o Matías Vinuesa en El Grande Oriente) y su sobrino y prometido de Soledad Anatolio Gordón, o liberales de opuesta actitud como el comerciante Benigno Cordero, el profesor Patricio Sarmiento, el jefe político José Martínez de San Martín, «llamado por el populacho ‘Tintín de Navarra’», o un nuevo personaje como el duque del Parque. También es reseñable el seguimiento de las sátiras publicadas en El Zurriago, periódico «polémico y revolucionario», amén de incendiario para el gusto de Galdós.
Finalmente, el propio escritor explica el meollo de aquellos años de ilusiones y desgracias, con una conclusión que cierra el noveno capítulo de la novela:

El rey era absolutista, el gobierno moderado, el congreso democrático, había nobles anarquistas y plebeyos serviles. El ejército era en algunos cuerpos liberal y en otros realista y la Milicia abrazaba en su vasta muchedumbre a todas las clases sociales.
 Capítulo IX, Galdós (1876) 